# Ндика, Обит Эван
Оби́т Эва́н Ндика́ (фр. Obite Evan Ndicka; род. 20 августа 1999, XX округ Парижа) — ивуарийский и французский футболист, защитник итальянского клуба «Рома» и сборной Кот-д’Ивуара.

## Клубная карьера
Ндика имеет камерунское происхождение, однако является уроженцем столицы Франции. Начинал заниматься футболом в местных школах. В 13 лет перешёл в академию «Осера», которую закончил в 2016 году. 20 августа 2016 года дебютировал за вторую команду в поединке против «Гренобля». Всего за два сезона появлялся на поле 21 раз.
С конца сезона 2016/17 привлекается к тренировкам с основной командой. 27 января 2017 года дебютировал во втором французском дивизионе в поединке против «Клермона», выйдя в стартовом составе и проведя на поле весь матч. 5 февраля того же года подписал с клубом свой первый профессиональный контракт. Всего в дебютном сезоне провёл 2 игры. В следующем году появился на поле уже 12 раз.
5 июля 2018 года подписал с франкфуртским «Айнтрахтом» пятилетний контракт. 25 августа 2018 года дебютировал в Бундеслиге в поединке против «Фрайбурга», выйдя в стартовом составе и проведя на поле весь матч.

## Карьера в сборной
Выступал за все сборные Франции с 16 лет до 21 года. В июне 2023 года принял решение выступать за сборную Кот-д’Ивуара.

## Статистика

### Клубная
| Клуб               | Сезон      | Лига       | Лига  | Лига | Кубок | Кубок | Кубок лиги | Кубок лиги | Европа | Европа | Другое | Другое | Итог  | Итог |
| Клуб               | Сезон      | Дивизион   | Матчи | Голы | Матчи | Голы  | Матчи      | Голы       | Матчи  | Голы   | Матчи  | Голы   | Матчи | Голы |
| ------------------ | ---------- | ---------- | ----- | ---- | ----- | ----- | ---------- | ---------- | ------ | ------ | ------ | ------ | ----- | ---- |
| Осер               | 2016/17    | Лига 2     | 2     | 0    | 0     | 0     | 0          | 0          | —      | —      | —      | —      | 2     | 0    |
| Осер               | 2017/18    | Лига 2     | 12    | 0    | 1     | 0     | 1          | 0          | —      | —      | —      | —      | 14    | 0    |
| Осер               | Итог       | Итог       | 14    | 0    | 1     | 0     | 1          | 0          | —      | —      | —      | —      | 16    | 0    |
| Айнтрахт Франкфурт | 2018/19    | Бундеслига | 27    | 1    | 0     | 0     | —          | —          | 9      | 0      | —      | —      | 36    | 1    |
| Айнтрахт Франкфурт | 2019/20    | Бундеслига | 22    | 1    | 4     | 0     | —          | —          | 8      | 1      | —      | —      | 34    | 2    |
| Айнтрахт Франкфурт | 2020/21    | Бундеслига | 23    | 3    | 2     | 0     | —          | —          | —      | —      | —      | —      | 25    | 3    |
| Айнтрахт Франкфурт | 2021/22    | Бундеслига | 32    | 4    | 1     | 0     | —          | —          | 11     | 0      | —      | —      | 44    | 4    |
| Айнтрахт Франкфурт | 2022/23    | Бундеслига | 30    | 1    | 5     | 1     | —          | —          | 8      | 0      | 1      | 0      | 44    | 2    |
| Айнтрахт Франкфурт | Итог       | Итог       | 134   | 10   | 12    | 1     | —          | —          | 36     | 1      | 1      | 0      | 183   | 12   |
| Рома               | 2023/24    | Серия A    | 15    | 0    | 0     | 0     | —          | —          | 5      | 0      | —      | —      | 20    | 0    |
| Общий итог         | Общий итог | Общий итог | 163   | 10   | 13    | 1     | 1          | 0          | 41     | 1      | 1      | 0      | 219   | 12   |

1. 1 2 3 4  Матчи в Лиге Европы
2. ↑  Матчи в Лиге чемпионов УЕФА
3. ↑  Матч в Суперкубке УЕФА

### Международная
| Сборная     | Год  | Матчи | Голы |
| ----------- | ---- | ----- | ---- |
| Кот-д’Ивуар | 2023 | 6     | 0    |
| Кот-д’Ивуар | 2024 | 4     | 0    |
| Итог        | Итог | 10    | 0    |

## Достижения
«Айнтрахт»
- Победитель Лиги Европы УЕФА: 2021/22

Сборная Кот-д’Ивуара
- Обладатель Кубка африканских наций: 2023